# Irineu (Duvlea)
Irineu (Alba Iulia, 19 de abril de 1962) é um ex-bispo da Igreja Ortodoxa da América, o Bispo Auxiliar de Dearborn Heights, vigário do Episcopado Romeno Ortodoxo da América. Ele foi consagrado em 2 de novembro de 2002. A partir de 29 de junho de 2017, ele não faz mais parte da diocese ROEA e da OCA.

## Contexto
O bispo Irineu nasceu em 19 de abril de 1962, em Alba Iulia, Romênia, filho de John e Aurelia Duvlea, uma família cristã ortodoxa. Sua educação teológica inclui o Seminário Teológico em Cluj Napoca (1981-1987), Instituto Teológico "Andrei Saguna" em Sibiu (1987-1991), tendo como tese: "Regras de organização e função dos mosteiros na Igreja Ortodoxa Romena".
Movido para entrar na vida monástica, ele entrou no mosteiro de Brâncoveanu em Sâmbătă de Sus, no Condado de Braşov, em 1980. Em 24 de maio de 1983, ele foi amedrontado ao monaquismo pelo bispo Lucian Florea de Fagaraş.
Durante sua vida monástica, Irineu foi ordenado nas várias fileiras das Ordens Sagradas. Em 3 de maio de 1983, ele foi ordenado Hierodeacon pelo arcebispo John (Rinne) de Helsinque em nome da Metropolita Antonie Plămădeală da Transilvânia e, em 17 de novembro de 1984, ordenou Hieromonk na Catedral Metropolitana de Sibiu pelo Metropolita Antonie.
Em 15 de agosto de 1988, ele foi abençoado como Protosinghel por Antonie; em 1 de janeiro de 1993, nomeado Hegumen do mosteiro Brancoveanu; em 1993, nomeado exarca dos mosteiros nas metrópoles; em 15 de agosto de 1993, abençoado como arquimandrita e abade do mosteiro por Antonie na ocasião da consagração do mosteiro pelo patriarca Bartolomeu I de Constantinopla e patriarca teoctista da Romênia, também na época recebendo a honra da "Cruz Patriarcal de Constantinopla” e, em 24 de setembro de 2000, o Santo Sínodo da Romênia concedeu a ele o posto de Mitred Arquimandrita, uma rara distinção na Igreja da Romênia.[carece de fontes?]
Durante seu tempo como abade do mosteiro Brancoveanu, ele desempenhou suas funções como exarca dos mosteiros nas metrópoles (abrangendo a maior parte da Transilvânia), que incluía a supervisão e regulamentação regular de 15 mosteiros e 10 esquetes, e foi delegado por Antonie para abençoar vários mosteiros e inúmeros monumentos.

## América
Após uma troca de cartas entre Antonie e Nathaniel, arcebispo de Detroit e o Episcopado Romeno Ortodoxo da América, o arquimandrita Irineu e um grupo de monges foram liberados canonicamente para vir à América e estabelecer a Ascensão do Senhor Monastério sob o omofório do arcebispo Nathaniel, com Archimandrite Irineu como abade, na Saint Andrew House em Detroit, Michigan. Desde a sua chegada em 23 de fevereiro de 2001, eles trabalharam para oferecer hospitalidade, conforto e assistência espiritual não apenas à comunidade romena, mas também a toda a população ortodoxa da região metropolitana de Detroit e da região centro-oeste dos Estados Unidos.
Tendo sido eleitos pelo Congresso do Episcopado Romeno Ortodoxo da América (ROEA) em Sessão Especial em 28 de junho de 2002, os membros do Santo Sínodo dos Bispos da Igreja Ortodoxa na América, sob a presidência do Metropolitano Herman, confirmaram a eleição do arquimandrita Irineu ao episcopado durante sua sessão especial como parte do Conselho Todo-Americano em 24 de julho de 2002.

## Episcopado
O bispo Irineu foi consagrado ao episcopado no sábado, 2 de novembro de 2002, na Catedral Ortodoxa Romena de São Jorge, o Grande Mártir, em Southfield/Detroit, Michigan. Presidiram o evento o arcebispo Herman (Swaiko) de Washington e metropolitano de toda a América e Canadá, junto com Nathaniel (Popp); o metropolitano Christopher (Kovacevich) (patriarcado sérvio); os arcebispos Kyrill (Yonchev) (OCA) e Nicolae (Condrea) (Patriarcado Romeno); os bispos Serafim (Storheim) (OCA), Demetri (Khoury) (Patriarcado Antioquiano) e Nikon (Liolin) (OCA).
Desde sua consagração, ele supervisiona as atividades solicitadas pelo arcebispo Nathaniel, viajando extensivamente por todo o país, visitando especialmente as numerosas comunidades missionárias.
Ele foi deposto por mau comportamento e não é mais padre ou bispo. De 19 a 23 de junho de 2017, os membros do Santo Sínodo dos Bispos da Igreja Ortodoxa na América, em uma sessão especial da Corte Sinodal, depuseram canonicamente o Bispo Irineu [Duvlea] do status e de todas as funções sagradas do episcopado.